# Coronación papal

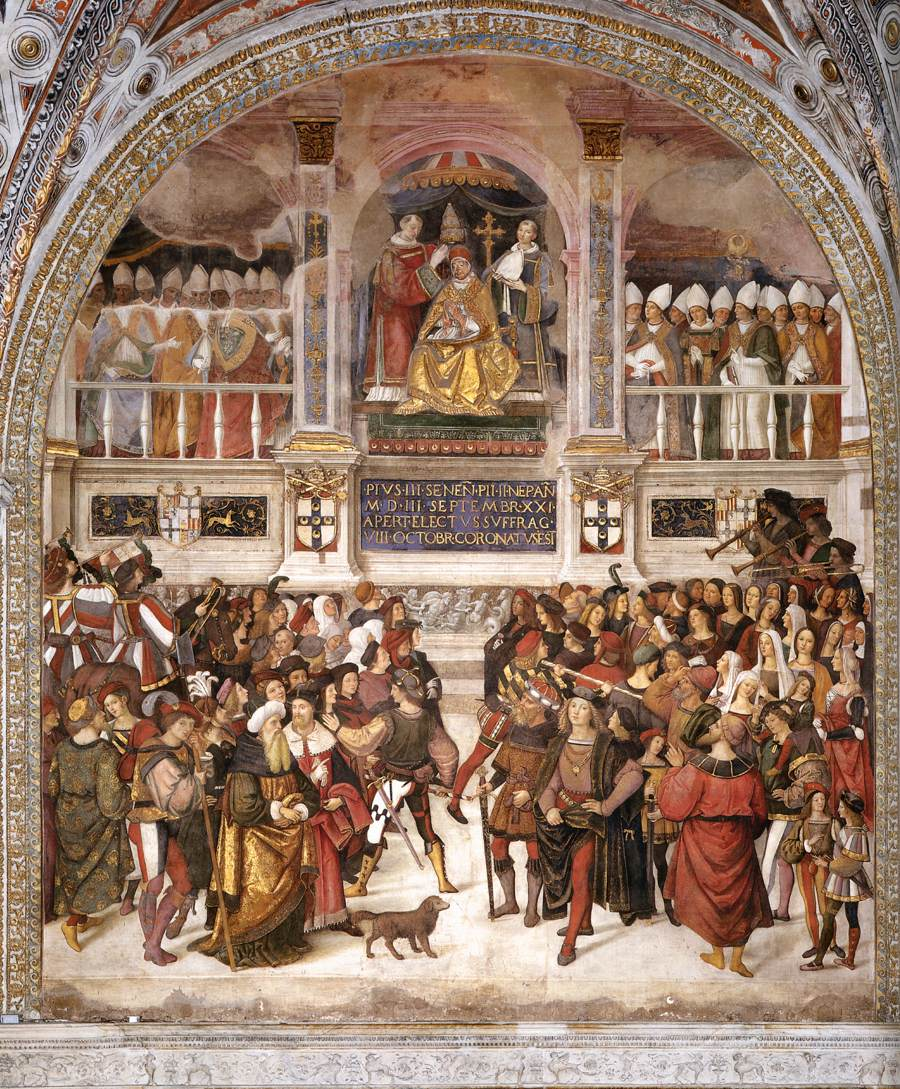
Coronación del papa Pío III (Pinturicchio)

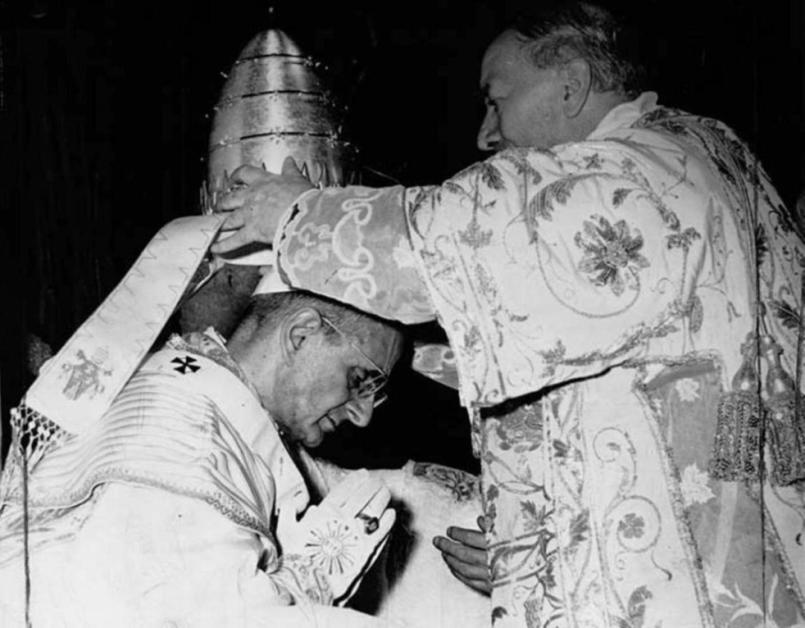
Fotografía de la coronación del papa Pablo VI, 30 de junio de 1963

La coronación papal era una ceremonia en la que el nuevo papa era coronado como cabeza visible de la Iglesia católica y soberano de la Ciudad del Vaticano y, antes de 1870, de los Estados Pontificios.

## Localización de la ceremonia
Las primeras coronaciones papales ocurrieron en San Juan de Letrán, la catedral de la diócesis de Roma, sede del papa. No obstante, por cientos de años las coronaciones papales han ocurrido tradicionalmente en las proximidades de la Basílica de San Pedro, aunque algunas coronaciones ocurrieron en Aviñón durante el Papado de Aviñón. En 1800 el papa Pío VII fue coronado en la apartada iglesia del monasterio benedictino de la isla de San Giorgio, después de que su predecesor fuera forzado al exilio temporal durante el período en que Napoleón Bonaparte capturó Roma.
Todas las coronaciones posteriores a 1800 ocurrieron en Roma. Hasta mediados del siglo XIX coronaron a los papas en San Juan de Letrán. Sin embargo, la hostilidad pública hacia el papa en Roma, condujo a que la ceremonia fuese movida de San Juan de Letrán a la más segura Capilla Sixtina para la coronación del papa León XIII, debido al temor de que las multitudes anticlericales, inspiradas por la unificación italiana, pudieran atacar la basílica e interrumpir la ceremonia. 
Coronaron a Benedicto XV también en la Capilla en 1914. El papa Pío XI fue coronado sobre el "dais" (una plataforma levantada en un cuarto para la ocupación dignificada) delante del altar en la basílica de San Pedro. Los papas Pío IX, Pío XII, Juan XXIII y Pablo VI fueron coronados en público en el balcón de la basílica, frente a los feligreses situados en la Plaza de San Pedro.
En 1939, la coronación de Pío XII fue la primera en la que se realizó una filmación y la primera coronación difundida en vivo por radio. La ceremonia, que duró seis horas y en la que fue coronado con la tiara palatina, fue presenciada por altos dignatarios internacionales; éstos incluyeron al heredero al trono italiano, el príncipe Humberto, los ex-reyes Fernando I de Bulgaria y Alfonso XIII de España, al duque de Norfolk (que representó al rey Jorge VI del Reino Unido) y el Taoiseach irlandés, Éamon de Valera.

## Pablo VI y la coronación
El último papa que se coronó fue Pablo VI. Lo hizo en la Plaza de San Pedro, a diferencia de sus predecesores.
Aunque decidió dejar de utilizar la tiara papal a pocas semanas de su coronación y la depositó ante el altar de la basílica de San Pedro en un gesto de humildad, su Constitución Apostólica de 1975, Romano Pontifici Eligendo, requirió explícitamente a su sucesor tener una coronación, indicando:

El nuevo pontificado debe ser coronado por el mayor Cardenal Diácono.

Sin embargo, en medio de una considerable oposición dentro de la Curia Romana, su sucesor, Juan Pablo I optó por no ser coronado, eligiendo en cambio, tener una misa de inauguración papal de características menos formales.

## El papa Juan Pablo II y la coronación
Después de la muerte repentina de Juan Pablo I tras un pontificado de apenas 33 días, el nuevo papa, Juan Pablo II, optó por imitar a su precursor eligiendo una ceremonia discreta en vez de reintroducir la coronación papal. En la homilía de su misa de la inauguración, Juan Pablo II dijo que Pablo VI, luego de su coronación, jamás volvió a usar la tiara, y que dejó a sus sucesores en libertad de decidir en este sentido.

El papa Juan Pablo I, cuya memoria está tan viva en nuestros corazones, no deseaba tener la tiara, ni su sucesor la desea hoy. Ésta no es época de volver a una ceremonia y a un objeto considerados, incorrectamente, como un símbolo del poder temporal de los papas.

Los críticos de una vuelta a las coronaciones papales interpretaron sus palabras “éste no es el tiempo...” como indicación de no había lugar para este ceremonial antiguo en cualquier época luego del Concilio Vaticano II. Los partidarios de la coronación asumieron que las semanas posteriores a la muerte repentina de Juan Pablo I, a solo seis semanas de la inauguración anterior, (su día de inauguración), no era “hoy” la época de regresar a la ceremonia anterior, pero que la vuelta a una coronación tradicional era una opción para los papas futuros.
Juan Pablo II, en su Constitución Apostólica de 1996, Universi Dominici Gregis, recomendó que cada papa en el futuro tome la decisión sobre si desea realizar una inauguración o una coronación. Él escribió:

El Pontífice, después de la solemne ceremonia de inauguración del pontificado y dentro de un tiempo conveniente... 

En ninguna parte Juan Pablo II indicó qué forma debía tomar la “inauguración de un pontificado”; en términos técnicos una inauguración papal y una coronación papal se podrían utilizar para inaugurar un pontificado: ambas ceremonias habían sido descritas en el pasado usando tal término. Al escribir sobre la “inauguración de un pontificado” antes que sobre una “inauguración específica de un papa” se deja a la decisión individual de los nuevos papas la elección de forma particular de ceremonia que pueden utilizar. Para comenzar un pontificado, Juan Pablo II considera como único requisito la realización de una “ceremonia solemne” sin especificar exactamente la forma de la ceremonia.

## Crítica tradicionalista al papa Benedicto XVI
En 2005, el sucesor de Juan Pablo II, Benedicto XVI, decepcionó a algunos tradicionalistas cuando optó por no tener una coronación papal, adoptando la ceremonia papal de la inauguración. Cuando se preguntó a un portavoz de la Santa Sede sobre si el nuevo papa había pedido algún cambio para su ceremonia de inauguración, el portavoz declinó hacer comentarios. Algunos tradicionalistas también criticaron a Benedicto XVI por no haber efectuado el juramento papal, cuya existencia es aún discutida, y del cual las películas de las coronaciones de 1939, 1958 y 1963 no poseen registro alguno de que haya existido. 